# Epitácio Pessoa
Epitácio Lindolfo da Silva Pessoa (Umbuzeiro, 23 maggio 1865 – Petrópolis, 13 febbraio 1942) è stato un giurista e politico brasiliano.
Fu presidente del Brasile dal 28 luglio 1919 al 15 novembre 1922.

## Biografia
Giurista e professore universitario, Pessoa fu membro dell'Assemblea Costituente (1891) e poi ministro dell'Interno e della Giustizia con il presidente Manuel Ferraz de Campos Sales (1898-1902). Fu membro del Tribunale supremo federale e senatore, presiedette il Congresso internazionale dei giuristi americani tenutosi a Rio de Janeiro nel 1912 e redasse il “Codice di diritto internazionale pubblico americano”.
Dopo la morte del presidente Francisco de Paula Rodrigues Alves (1919), Pessoa fu eletto presidente per il resto della legislatura dopo l'intermezzo di Delfim Moreira, che si candidò come suo vicepresidente ma che morì nel 1920 e fu sostituito da Bueno de Paiva. Proclamò lo stato d'assedio. Fu membro della Corte permanente di giustizia internazionale dell'Aia (1924-1942).